# サザエさんVS意地悪ばあさんVSいじわる看護婦
- サザエさん > サザエさんVS意地悪ばあさんVSいじわる看護婦
- いじわるばあさん > 意地悪ばあさん (テレビドラマ) > サザエさんVS意地悪ばあさんVSいじわる看護婦
- いじわる看護婦 > サザエさんVS意地悪ばあさんVSいじわる看護婦

『サザエさんVS意地悪ばあさんVSいじわる看護婦』（サザエさんブイエスいじわるばあさんブイエスいじわるかんごふ）は、1984年3月2日にフジテレビ系列で放送されたテレビドラマである。

## 概要
フジテレビ開局25周年記念『長谷川町子スペシャル』として放送された長谷川町子の『サザエさん』『いじわるばあさん』『いじわる看護婦』のクロスオーバー作品。
脚本：布勢博一・高橋甫、演出：脇田時三、制作：テレパック。
キャストは、月曜ドラマランドの『いじわる看護婦』・青島版『意地悪ばあさん』・星野版『サザエさん』のキャストにあわせている。

## 放送時間
- 金曜20:02 - 21:48[1]
  - この時間帯は『金曜ファミリーワイド』の枠だが、本作は『金曜ファミリーワイド』扱いはされなかった。

## あらすじ
いじわるばあさんこと波多野たつと、いじわる看護婦こと千本さくらのいじわる合戦に、いじわるばあさんの近所に住むフグ田サザエが巻き込まれていく。

## キャスト
- 星野知子 - フグ田サザエ
- 青島幸男 - 波多野たつ
- 中原理恵 - 千本さくら
- 坪内ミキ子 - 波多野良子
- 河原崎長一郎 - 波多野平四郎
- 三波豊和 - 万年浪夫
- 上原謙 - 徳川院長
- 小野寺昭 - フグ田マスオ
- 小林亜星 - 磯野波平
- 乙羽信子 - 磯野フネ
- 山村美智子
- ぼんちおさむ
- 増田葉子
- 鈴木ヒロミツ
- あき竹城 - 川口順子
- 藤岡琢也
- 佐藤恵利
- 篠山葉子
- イッセー尾形
- 小林朝夫